# Fabio De Vincente
Fabio De Vincente (Torino, 26 dicembre 1983) è un cantautore e musicista italiano.

## Biografia
Nato a Torino, è definito “l'aristocratico di strada”, nelle sue canzoni racchiude quello che è stato ed è il suo stile di vita.
A 5 anni riceve in regalo una tastiera e decide che da grande avrebbe fatto il musicista. Il pianoforte sarà il suo strumento principale. A 11 anni inizia a scrivere le sue prime canzoni. Dal carattere indisciplinato, cambia una decina di istituti nelle scuole superiori. Inizia la sua gavetta musicale suonando piano e voce nei club in Italia e all'estero.
Nel 2010 esce il suo primo singolo Soltanto in un attimo. Nello stesso anno fa sold out al Teatro Carignano di Torino con "VedoVoci Fabio De Vincente in concerto", spettacolo rivolto anche ad un pubblico sordo.
Nel 2011 viene invitato su Rai 1 al programma Di che talento sei? condotto da Maurizio Costanzo ed Enrico Vaime dove presenta il singolo Come quando fuori piove.
Nel 2012 propone al Festival di Sanremo la Lingua dei Segni Italiana, LIS, con il brano Oltre le nuvole che però non viene accettato; l'idea verrà ripresa da Daniele Silvestri l'anno successivo.
Nel 2013 instaura una collaborazione con il produttore musicale Luca Vicini conosciuto come Vicio bassista dei Subsonica, con cui produce attualmente i suoi brani. Il primo brano prodotto insieme è la featuring con il rapper Rayden L'unica cosa che so. Il brano originale è stato promotore di una campagna sulla sicurezza stradale patrocinato dal comune di Torino aderente alla Carta Europea sulla sicurezza stradale.
Nel 2014 e nel 2015 viene selezionato dalla commissione Rai nei 60 finalisti di Sanremo Giovani.
Nel 2016 apre il concerto di Francesco Sarcina, frontman della band italiana Le Vibrazioni e partecipa a The Voice of Italy (quarta edizione) con il brano Say Something entrando nel team di Dolcenera che preme il pulsante per prima, la seguono Max Pezzali, Emis Killa e Raffaella Carrà. Apre il live di Dolcenera e dopo un breve tour tra Los Angeles e Las Vegas torna in Italia come giurato per due music talent al Parco Dora di Torino con Moreno (rapper) e Francesco Facchinetti. Partecipa all'evento Torino Rock all'Amatriciana, iniziativa per sostenere le zone colpite dal sisma e come presidente di giuria per un talent torinese.
Per la terza volta entra nei finalisti di Sanremo Giovani nel 2019 con Come nelle favole.

Dopo una serie di singoli a dicembre 2022 esce l’album Vincente che ha come singolo di lancio il brano “Al Top”. Viene recensito dalla critica come un 
 Registra un live session in solo al piano vincendo la 1ª edizione di un contest nazionale. Il brano Amare per sempre viene scelto come colonna sonora del film Tic toc, dove Fabio partecipa anche con un cameo.
Da gennaio 2024 Fabio De Vincente va a Kiev (Ucraina), nonostante l’intenso periodo di guerra a causa dell'invasione russa dell'Ucraina del 2022 con giornalieri bombardamenti, per la promozione della feat. Via dall’Inferno (Розбити Вавілон) con la star ucraina Al'oša - Alyosha (Olena Topolia), nelle maggiori trasmissioni tv, radio nazionali e media di maggior rilievo del paese. In un'intervista su La Stampa dichiara: “Sono pronto a morire ma ho grandi progetti per il futuro".
Da aprile 2024 va in tour con Al'oša - Alyosha (Olena Topolia) nelle più importanti città ucraine come Kiev, Lviv (Leopoli), Lutsk, è l'unico cantante straniero in tour in Ucraina durante la guerra.
Il video del singolo Stronza viene girato sul tetto di un grattacielo a Kiev mentre avviene un attacco russo nella capitale.
Suona nei bunker, nel 2025 negli ospedali, nei centri di riabilitazione e al fronte sul campo di battaglia per i soldati. Viene definito nemo propehta in patria grazie alla popolarità raggiunta nel paese martoriato dal conflitto.

## Discografia

### Singoli
- 2010 - Soltanto in un attimo
- 2011 - Come quando fuori piove
- 2012 - Oltre le nuvole
- 2013 - L'unica cosa che so
- 2013 - L'unica cosa che so - feat. Rayden
- 2014 - Come non ce n'è
- 2014 - Como no hay igual
- 2014 - One life one show
- 2015 - Quando capita
- 2019 - Come nelle favole
- 2021 - Vegas
- 2021 - Stiamo bene insieme
- 2021 - Eden[53]
- 2022 - Sopra un ring
- 2022 - Amare per sempre
- 2022 - Un giorno normale
- 2022 - Talento
- 2022 - Al Top
- 2023 - Sempre gli stessi
- 2024 - Via dall'Inferno (Розбити Вавилон) - feat. Al'oša - Alyosha (Olena Topolia)
- 2024 - Ultras
- 2024 - Stronza
- 2024 - Non è The End
- 2025 - Audemars Piguet

### Album
- 2022 - Vincente[54]

## Tournée
- 2012 - VedoVoci Fabio De Vincente in concerto[12]
- 2016 - Los Angeles and Las Vegas tour[55]
- 2023 - Vincente Open Act tour[56]
- 2024 - Ucraina tour[46]